# 朗詠
朗詠（ろうえい）は、日本の歌曲の一形式。和漢の名句を吟唱するもので、今日の詩吟とほぼ同じ性格を有する。中国にも「吟誦」という類似な形式がある。

## 概要
平安時代初期に、古代歌謡の流れを汲む催馬楽と、ほぼ同時期に発生したと考えられる。漢詩や和歌の名句を、楽器の伴奏に合わせて吟唱するもので、貴族の正式な宴など様々な機会に歌われた。当初は楽器伴奏のなかった可能性もあり、今日の詩吟とほぼ同じ性格をもつものであったが、それよりはいくらか歌謡的であったと考えられる。朗詠は、10世紀の源雅信が撰したとされる「根本の七首」を嚆矢とするという起源説があり、雅信が左大臣を辞した表の内の秀句が七首のうちの秘曲となっているが、ただし、これは天元元年（978年）の作であって、それ以前に、安和2年（969年）、雅信が村上天皇を偲んで七首に含まれない「嘉辰令月」を朗詠したことが『大鏡』にみえることから、この起源説は今日では妥当でないとみなされる。
国風文化期における朗詠の盛行は、『源氏物語』『紫式部日記』『枕草子』など王朝文学の物語・日記文学・随筆にも記されている。11世紀前半に藤原公任が、朗詠のために供された漢詩・和歌を集成したのが『和漢朗詠集』2巻であり、そこには、漢詩・漢文588句（多くは断章。日本人の作ったものも含む）と和歌216首が収載されている。なお、『和漢朗詠集』成立に大きな影響を及ぼしたのが大江維時編『千載佳句』といわれている。『和漢朗詠集』収載の詩句が実際に朗詠されたかどうかについては、確証を欠いている。一方で、『源氏物語』や『紫式部日記』に記された朗詠の詩句が『和漢朗詠集』に収められていないものを含んでおり、『和漢朗詠集』は当時実際に朗詠されたものを中心として、朗詠に足る秀句を集めたものと考えられる。
院政期に入り、藤原基俊は『新撰朗詠集』2巻を撰し、漢詩・漢文540句、和歌203首を収めている。他に、『拾遺朗詠』2巻、『和漢拾遺朗詠』2巻があった。
朗詠は、鎌倉時代に入ると古典化し、吟唱される句数も少なくなった。江戸時代にはわずかに10首、明治時代初期にあってはわずか6首に減じたが、現代では復興されて15首が朗詠される。今日では、通常、雅楽に含まれ、箏・琵琶・笙・篳篥・横笛などによって伴奏される。

### 代表的な歌詞
「嘉辰」は朗詠の代表的な曲で、他の朗詠は歌詞を訓読するが「嘉辰」ではすべて音読する。
前半を「一の句」、後半を「二の句」と呼ぶ。一の句は低音(D3)位から発声するのに対し、二の句は高音(D4)位から発声する。

### 現在も吟唱される曲
現在、吟唱される曲は次の15曲である。
壱越調
- 「紅葉」、「春過」、「二星」、「新豊」、「松根」

平調
- 「嘉辰」、「徳是」、「東岸」、「池冷」、「暁梁王」

盤渉調
- 「九夏」、「一声」、「泰山」、「花上宴」、「十方」